# Adriano Reys
Adriano António de Almeida, mais conhecido como Adriano Reis ou Adriano Reys (Vila do Conde, Porto, 20 de julho de 1933 – Rio de Janeiro, 20 de novembro de 2011), foi um ator luso-brasileiro.

## Biografia
Apesar da dedicação aos esportes nos tempos de colégio (que lhe valeu várias medalhas), suas tendências artísticas foram mais fortes. Com apenas 19 anos, estreou no cinema, no filme Os Três Recrutas (1953). Na mesma época, pisou os palcos pela primeira vez, na peça Cupim, contracenando com Oscarito, Margot Louro e Miriam Teresa.
De sua carreira cinematográfica, destacam-se Tiradentes, o Mártir da Independência (1977) (de Geraldo Vietri) e Menino do Rio (1982), de Antônio Calmon. Foi dirigido também por Domingos de Oliveira, em Todas as Mulheres do Mundo (1966), e Carlos Manga, em A Dupla do Barulho (1953), entre outros.
Seu primeiro trabalho em televisão foi em 1970, na telenovela E Nós Aonde Vamos?. No mesmo ano, fez também Pigmalião 70 (1970), na TV Globo. Depois, vieram Bel-Ami (1972), A Viagem (1975) e Éramos Seis (1977), todas na TV Tupi São Paulo. Transferido para a TV Globo, atuou em Ciranda de Pedra (1981), Sétimo Sentido (1982), Final Feliz (1982), Ti Ti Ti (1985), Vale Tudo (1988), Barriga de Aluguel (1990) e Mulheres de Areia (1993), entre outras.
Em uma breve passagem pela TV Bandeirantes, contracenou com Betty Faria em A Idade da Loba (1995).
Afastou-se por oito anos da TV, para retornar em Kubanacan (2003) e A Lua me Disse (2005). No ano seguinte, voltou à Bandeirantes, atuando em Paixões Proibidas.
Em agosto de 2009, foi ao ar seu último trabalho na televisão: Promessas de Amor, na TV Record. Antes, na mesma emissora, já havia participado da terceira fase de Mutantes — Caminhos do Coração.
Morreu em novembro de 2011 no Hospital Copa D'Or, no Rio de Janeiro, onde estava internado havia 10 dias para tratamento de câncer no fígado e no peritônio.

## Filmografia

### Na televisão

Joana Fomm e Adriano Reys, no programa Noite de Gala da TV Rio em 1962

| Ano  | Título                      | Personagem                                | Emissora          |
| ---- | --------------------------- | ----------------------------------------- | ----------------- |
| 1961 | Adeus às Armas              | —                                         | Rede Tupi         |
| 1970 | E Nós, Aonde Vamos?         | Dr. Luiz Moura                            | Rede Tupi         |
| 1970 | Pigmalião 70                | Juan Carlos Munhoz                        | Rede Globo        |
| 1971 | O Preço de um Homem         | Mário Freitas                             | Rede Tupi         |
| 1973 | Rosa dos Ventos             | Antônio Carlos Assis (Professor Antônio)  | Rede Tupi         |
| 1972 | Bel-Ami                     | Eduardo Colchibachy (Bel-Ami)             | Rede Tupi         |
| 1974 | Ídolo de Pano               | Wilson Ramalho                            | Rede Tupi         |
| 1974 | Os Inocentes                | Mário Bomfim                              | Rede Tupi         |
| 1975 | A Viagem                    | Raul Veloso                               | Rede Tupi         |
| 1975 | Ovelha Negra                | Vitor Campello                            | Rede Tupi         |
| 1976 | O Julgamento                | Ivan Paixão                               | Rede Tupi         |
| 1976 | Papai Coração               | Estêvão Gomes                             | Rede Tupi         |
| 1977 | Éramos Seis                 | Felício Dunne Loés                        | Rede Tupi         |
| 1978 | O Direito de Nascer         | Jorge Luís Belmonte (Dom Jorge Luís)      | Rede Tupi         |
| 1979 | Como Salvar Meu Casamento   | Pedro Alcântara                           | Rede Tupi         |
| 1981 | Ciranda de Pedra            | Natércio Nataniel do Prado (Dr. Natércio) | Rede Globo        |
| 1982 | Final Feliz                 | Leandro Machado                           | Rede Globo        |
| 1982 | Sétimo Sentido              | Jean Pierre Renard (Dr. Renard)           | Rede Globo        |
| 1983 | Parabéns pra Você           | Tiago Barbosa                             | Rede Globo        |
| 1984 | Amor com Amor se Paga       | Vinícius Andrade                          | Rede Globo        |
| 1984 | Santa Marta Fabril S.A      | Clóvis Castro                             | Rede Manchete     |
| 1985 | Ti Ti Ti                    | Adriano Mendes de Moraes                  | Rede Globo        |
| 1986 | Selva de Pedra              | Mauro Pillares (Promotor Mauro)           | Rede Globo        |
| 1988 | Vale Tudo                   | Renato Filipelli                          | Rede Globo        |
| 1989 | Cortina de Vidro            | William Noronha                           | SBT               |
| 1990 | Barriga de Aluguel          | Álvaro Barone (Dr. Álvaro)                | Rede Globo        |
| 1993 | Mulheres de Areia           | Oswaldo Sampaio (Sampaio)                 | Rede Globo        |
| 1994 | Quatro por Quatro           | Ângelo Meirelles (Dr. Meirelles)          | Rede Globo        |
| 1995 | A Idade da Loba             | Pedro Antônio Montenegro (Montenegro)     | Rede Bandeirantes |
| 1996 | Malhação                    | Dr. Ferraz                                | Rede Globo        |
| 1998 | Do Fundo do Coração         | Raul Castanheira                          | RecordTV          |
| 1999 | Tiro e Queda                | Rogério Teixeira (Dr. Rogério)            | RecordTV          |
| 2003 | Kubanacan                   | Pitágoras Calderón                        | Rede Globo        |
| 2005 | A Lua Me Disse              | Carlos Henrique Valle (Bandeira Dois)     | Rede Globo        |
| 2006 | Paixões Proibidas           | Bernardo Araújo (Padre Bernardo)          | Rede Bandeirantes |
| 2009 | Mutantes: Promessas de Amor | Antônio Cordeiro (Tonho)                  | RecordTV          |

### No Cinema
| Ano  | Título                                | Personagem                           |
| ---- | ------------------------------------- | ------------------------------------ |
| 1987 | A Menina do Lado                      | Lourenço                             |
| 1982 | Menino do Rio                         | Braga                                |
| 1981 | O Sequestro                           | Pedro                                |
| 1977 | Tiradentes, o Mártir da Independência | Tiradentes                           |
| 1974 | Gente Que Transa                      | Luiz Guilherme                       |
| 1972 | Uma Abelha na Chuva                   | Jacinto                              |
| 1971 | Paixão na Praia                       | Pedro                                |
| 1967 | Garota de Ipanema                     | Fotógrafo                            |
| 1966 | Operação Paraíso                      | —                                    |
| 1965 | No Tempo dos Bravos                   | —                                    |
| 1962 | As Sete Evas                          | Augusto                              |
| 1962 | Os Apavorados                         | Carlos                               |
| 1959 | Aí Vêm os Cadetes                     | Cadete                               |
| 1955 | O Golpe                               | Edvaldo                              |
| 1955 | Angu de Caroço                        | —                                    |
| 1955 | Leonora dos Sete Mares                | —                                    |
| 1954 | Malandros em Quarta Dimensão          | —                                    |
| 1953 | A Dupla do Barulho                    | Jornalista (como Adriano de Almeida) |
| 1953 | Três Recrutas                         | Recruta                              |
| 1953 | É pra Casar?                          | —                                    |